# Gottfried zu Hohenlohe-Langenburg

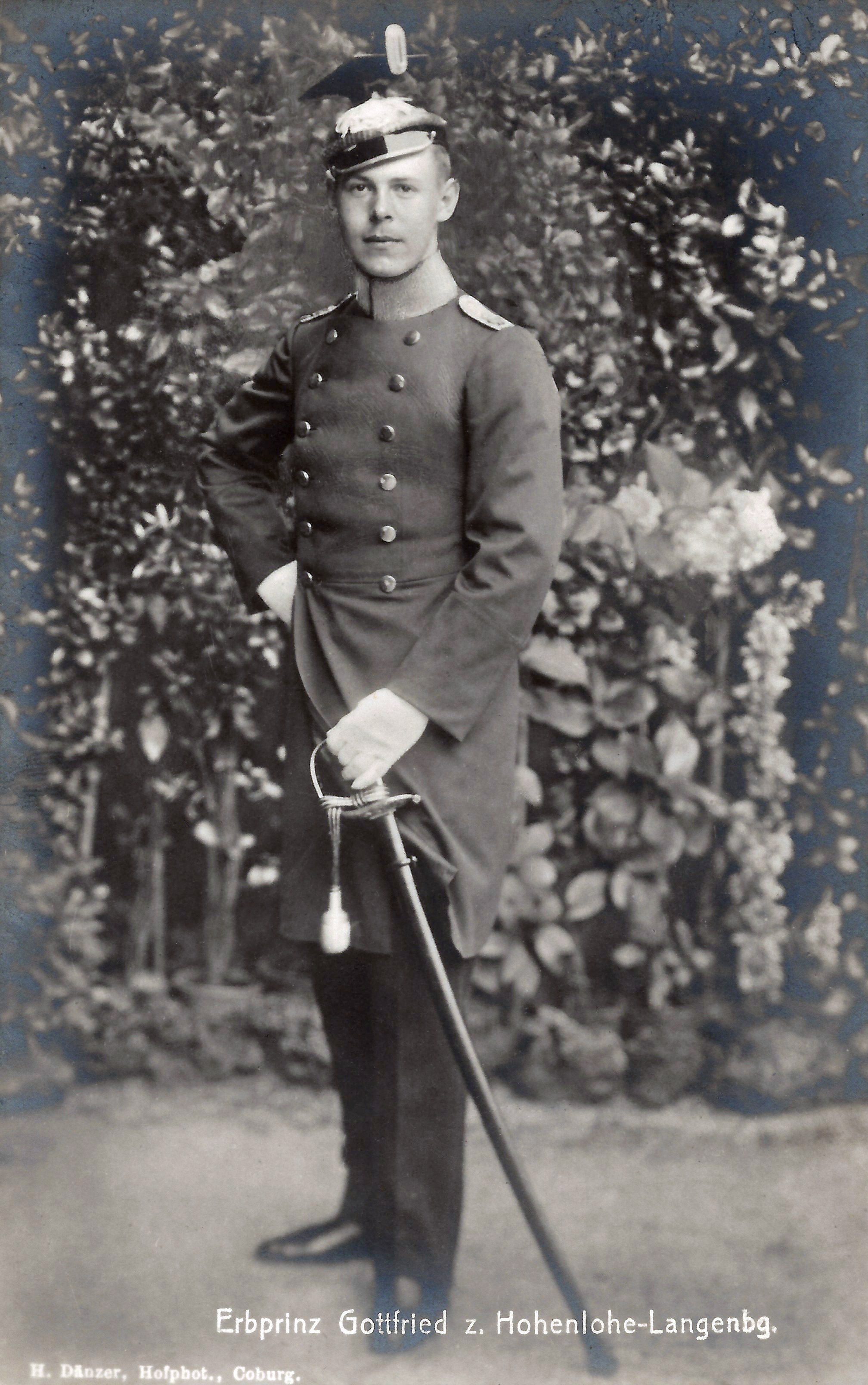
Erbprinz Gottfried zu Hohenlohe-Langenburg, 1916

Gottfried Hermann Alfred Paul Maximilian Viktor 8. Fürst (Prinz) zu Hohenlohe-Langenburg. Graf von Gleichen (* 24. März 1897 in Langenburg; † 11. Mai 1960 ebenda) war seit 1913 Erbprinz und von 1950 bis 1960 Oberhaupt des Hauses Hohenlohe-Langenburg und nannte sich als solcher Fürst zu Hohenlohe-Langenburg.

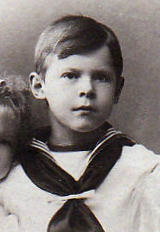
Prinz Gottfried als Neunjähriger

## Abstammung
Gottfried Prinz zu Hohenlohe-Langenburg wurde als erster Sohn von Ernst II. zu Hohenlohe-Langenburg und dessen Gattin Prinzessin Alexandra von Sachsen-Coburg und Gotha, Enkelin von Königin Victoria und von Alexander II. Kaiser von Russland, geboren. 

## Leben
Er meldete sich nach seiner Schulausbildung im elterlichen Schloss, sowie in Dresden und Coburg, 1915 freiwillig für den Militärdienst, wurde Leutnant im Ulanen-Regiment „König Wilhelm I.“ (2. Württembergisches) Nr. 20. Nach der Entlassung aus der Armee 1919 studierte er zwei Semester Volkswirtschaft an der Universität Heidelberg. Darauf folgten eine kaufmännische Lehre in Berlin (1920–1921) und ein Volontariat bei einer Bank in München (1922–1923). In den folgenden Jahren arbeitete er bei verschiedenen internationalen Unternehmen und Banken.
Prinz zu Hohenlohe-Langenburg arbeitete sich ab 1933 in die Verwaltung des Stammbesitzes ein, bis er 1935 offiziell die Leitung der Domänenkanzlei und die Generalvertretung für seinen Vater Ernst II. übernahm. Zum 1. Mai 1937 trat er der NSDAP bei (Mitgliedsnummer 4.023.070). Im Zweiten Weltkrieg war Gottfried als Offizier vornehmlich an der Ostfront im Einsatz, bis er 1944 aus dem Heer entlassen wurde. Sein letzter Dienstgrad war Oberstleutnant. In der NS-Zeit war er mit seinen Eltern Mitglied der Landesabteilung Württemberg-Hohenzollern der Deutschen Adelsgenossenschaft.
Nach dem Krieg wurde er für drei Monate von der amerikanischen Militärregierung als kommissarischer Landrat in Crailsheim eingesetzt. In den 1950er Jahren unterstützte er kurz finanziell eine Aufforstungs-Initiative des damals international bekannten Forstfachmannes Prof. Franz Losimfeldt Heske im westafrikanischen Liberia. Am 11. Dezember 1950 beerbte er seinen Vater Ernst II. zu Hohenlohe-Langenburg als Familienoberhaupt und Inhaber des Stammgutes.

## Ehe und Nachkommen
1927/28 war Gottfried zu Hohenlohe-Langenburg kurzzeitig mit Gloria Morgan-Vanderbilt verlobt. 
Am 20. April 1931 vermählte sich Gottfried in einer ökumenischen Trauung mit Prinzessin Margarita von Griechenland (1905–1981), der ältesten Schwester Philip Mountbattens, des späteren Gatten der zukünftigen Königin Elisabeth II. Ab 1933 nahm er mit seiner Frau dauerhaften Wohnsitz auf Schloss Langenburg.
Aus der Ehe gingen folgende sechs Kinder hervor:
- Totgeborene Tochter (* 1933; † 1933)[9]
- Kraft Alexander Ernst Ludwig Georg Emich (* 1935, † 2004)[10]

1. ⚭ 1965–1990 Charlotte Alexandra Prinzessin von Croÿ (* 1939);
2. ⚭ 1992 Irma Pospesch (* 1946);
- Beatrix Alice Marie Melita Margarete (* 1936; † 1997), unverheiratet
- Georg Andreas Heinrich (* 1938; † 2021)

⚭ 1968 Luise Pauline Prinzessin von Schönburg-Waldenburg (* 1943)
- Ruprecht Sigismund Philipp Ernst (* 1944; † 1978), unverheiratet
- Albrecht Wolfgang Christoph  (* 1944; † 1992)

⚭ 1976 Maria-Hildegard Fischer (* 1933).

## Ehrenämter
Nach dem Zweiten Weltkrieg wandte sich Gottfried wieder seinen Ehrenämtern in Verbänden und Vereinen, wie der Vereinigung des Adels in Württemberg sowie dem Automobilclub von Deutschland zu. Insbesondere war er für die Evangelischen Kirche ehrenamtlich tätig, hier als Abgeordneter auf württembergischen Landeskirchentagen, und vor allem in der Württemberg-Badenschen Genossenschaft des Johanniterordens. In der Kongregation war er bereits 1928 als Ehrenritter aufgenommen worden und wurde 1935 dort Rechtsritter. Ab 1958 war Hohenlohe drei Jahre Regierender Kommendator des Ordens. Unklar bleibt bis heute aber der Sachverhalt, warum er trotz Mitgliedschaft in der NSDAP im Johanniterorden verbleiben konnte. Die Doppelmitgliedschaft in den beiden Organisationen war seit 1938 untersagt, etwa zehn Prozent der Johanniter traten aus dem Orden von 1938 an bis 1940 aus. Dies wurde in den Johanniter-Ordensblätter in Nachweisungen veröffentlicht. Der Name des Gottfried zu Hohen-Langenburg findet sich dort nicht wieder, also verblieb er im Johanniterorden.

## Nachlass
Die Nachlässe von Gottfried zu Hohenlohe-Langenburg (einschließlich Familienkorrespondenz und Fotos) werden im Hohenlohe-Langenburg Familienarchiv (Nachlass Fürst Gottfried, HZAN La 145) aufbewahrt, das sich im Hohenlohe-Zentralarchiv Neuenstein im Schloss Neuenstein befindet (Neuenstein (Hohenlohe), Baden-Württemberg).